# Lisa Hahner
Lisa Hahner, née le 20 novembre 1989 à Hünfeld, est une coureuse de fond allemande. Elle est championne d'Allemagne de marathon 2015. Elle est la sœur jumelle d'Anna Hahner.

## Biographie
Lisa Hahner et sa sœur jumelle Anna se découvrent une passion pour la course à pied à l'âge de 17 ans en écoutant une interview du chanteur Joey Kelly (en), sportif amateur d'épreuves d'ultrafond.
Elle se révèle en 2012, année durant laquelle elle fait ses débuts en marathon à l'occasion de celui de Francfort. Elle s'y classe huitième en 2 h 31 min 28 s.
Après presque deux ans passés hors des compétitions en raisons d'une blessure, elle fait son retour au printemps 2015 avec le marathon de Francfort comme objectif. Elle y effectue une excellente course et se classe meilleure Allemande en sixième place, améliorant son record personnel sur la distance en 2 h 28 min 39 s. L'épreuve comptant comme championnats d'Allemagne de marathon, elle remporte le titre.
Elle est sélectionnée avec sa sœur pour le marathon des Jeux olympiques d'été de 2016 à Rio de Janeiro. Elle y effectue une course décevante et préfère ralentir pour attendre sa sœur avec qui elle franchit la ligne d'arrivée la main dans la main. Anna se classe 81e en 2 h 45 min 32 s et Lisa 82e en 2 h 45 min 33 s. Leur geste est vivement critiqué par la Fédération allemande d'athlétisme, les accusant de n'avoir pas pris la course au sérieux, ayant terminé avec quinze minutes de plus que leur temps habituel. Elles auraient préféré créer un buzz médiatique au lieu d'essayer de viser le meilleur résultat possible,,.

## Palmarès
| Année | Compétition                               | Lieu           | Place | Épreuve          | Temps           |
| ----- | ----------------------------------------- | -------------- | ----- | ---------------- | --------------- |
| 2008  | Course de la Saint-Sylvestre de Francfort | Francfort      | 3e    | 10 kilomètres    | 36 min 43 s     |
| 2012  | Stadtlauf Ludwigshafen                    | Ludwigshafen   | 2e    | Course populaire | 32 min 27 s     |
| 2012  | Marathon de Francfort                     | Francfort      | 8e    | Marathon         | 2 h 31 min 28 s |
| 2013  | Berliner Frauenlauf                       | Berlin         | 2e    | 10 kilomètres    | 34 min 50 s     |
| 2014  | Tübinger Erbe-Lauf                        | Tübingen       | 2e    | 10 kilomètres    | 34 min 59 s     |
| 2015  | Marathon de Francfort                     | Francfort      | 6e    | Marathon         | 2 h 28 min 39 s |
| 2016  | Semi-marathon du Bienwald                 | Kandel         | 1re   | Semi-marathon    | 1 h 14 min 28 s |
| 2016  | Marathon de Hanovre                       | Hanovre        | 5e    | Marathon         | 2 h 34 min 56 s |
| 2016  | Semi-marathon de Luxembourg               | Luxembourg     | 1re   | Semi-marathon    | 1 h 17 min 4 s  |
| 2016  | Jeux olympiques d'été                     | Rio de Janeiro | 82e   | Marathon         | 2 h 45 min 33 s |
| 2017  | Citylauf Dresden                          | Dresde         | 1re   | 10 kilomètres    | 34 min 24 s     |
| 2017  | Berliner Frauenlauf                       | Berlin         | 1re   | 10 kilomètres    | 34 min 28 s     |
| 2017  | Semi-marathon de Luxembourg               | Luxembourg     | 1re   | Semi-marathon    | 1 h 18 min 14 s |
| 2019  | Berliner Frauenlauf                       | Berlin         | 3e    | 10 kilomètres    | 36 min 18 s     |
| 2022  | Berliner Frauenlauf                       | Berlin         | 3e    | 10 kilomètres    | 35 min 8 s      |

## Records
| Épreuve       | Performance     | Date             | Lieu         |
| ------------- | --------------- | ---------------- | ------------ |
| 1 500 mètres  | 4 min 38 s 38   | 5 juin 2009      | Baunatal     |
| 3 000 mètres  | 9 min 18 s 42   | 4 juillet 2012   | Pfungstadt   |
| 5 000 mètres  | 15 min 49 s 83  | 4 juillet 2012   | Bochum       |
| 10 000 mètres | 33 min 38 s 49  | 3 juin 2012      | Bilbao       |
| 5 kilomètres  | 16 min 28 s     | 31 décembre 2011 | Trèves       |
| 10 kilomètres | 33 min 53 s     | 30 mai 2013      | Paderborn    |
| 10 miles      | 58 min 13 s     | 30 mai 2013      | Berne        |
| Semi-marathon | 1 h 14 min 5 s  | 11 octobre 2015  | Bad Hersfeld |
| Marathon      | 2 h 28 min 39 s | 25 octobre 2015  | Francfort    |